# Ceratocapsus knighti
Ceratocapsus knighti är en insektsart som beskrevs av Henry 1979. Ceratocapsus knighti ingår i släktet Ceratocapsus och familjen ängsskinnbaggar. Inga underarter finns listade i Catalogue of Life.